# Doryrhamphus japonicus
Doryrhamphus japonicus è un piccolo pesce d'acqua salata appartenente alla famiglia Syngnathidae, sottofamiglia Syngnathinae.

## Habitat e distribuzione
Questo pesce è diffuso nelle acque costiere delle barriere coralline comprese nella costa del Pacifico tra Taiwan e Giappone. Abita gli anfratti rocciosi delle acque di barriera, a volte in compagnia di gamberetti, granchi e murene.

## Descrizione
La forma del corpo è tipica dei pesci pipa: allungata, sottile e piuttosto compressa ai fianchi. La testa è allungata. La coda arrotondata, la pinna ventrale è spostata verso la fine del corpo. Assente la pinna dorsale. La livrea vede muso blu-azzurro, dorso e fianchi verde marcio, con una linea blu elettrico che corre dall'occhio al peduncolo caudale, colorandolo tutto di blu. La pinna caudale è nera macchiata di giallo e orlata di bianco. Le altre pinne sono trasparenti. 
Raggiunge una lunghezza massima di 8,5 cm.

## Riproduzione
La deposizione avviene tra maggio e settembre: la femmina depone le sue uova (di colore giallo ambrato) in una sorta di marsupio che il maschio cela prima della pinna caudale. Qui esse si schiuderanno e fuoriuscendo dalla tasca marsupiale del maschio simulando un vero e proprio parto.

## Alimentazione
Questa specie si ciba di piccoli crostacei, larve e uova di pesci.